# Bob Katz
Bob Katz – jeden z najbardziej uznanych specjalistów w zakresie masteringu, autor książki Mastering Audio: The Art and the Science oraz ponad setki artykułów z zakresu realizacji nagrań.
Studiował na uniwersytetach Wesleyan i Hartford, gdzie działał jako DJ, produkował szereg programów telewizji publicznej Connecticut i pracował w lokalnych studiach nagrań, specjalizując się w nagrywaniu z użyciem jak najmniejszej liczby mikrofonów. W latach 1978–79 Bob Katz wykładał w Institute of Audio Research w Nowym Jorku.
W roku 1988, Katz rozpoczął pracę w wytwórni Chesky Records, nagrywając muzyków jazzowych i klasycznych. Dokonał ponad 150 nagrań, między innymi z wykorzystaniem przebudowanego przez siebie przetwornika A/C.
W roku 1990 założył własną firmę Digital Domain, zajmującą się masteringiem nagrań dla największych wydawców.
Opracował cyfrowe procesory audio  K-Stereo i K-Surround, bazujące na zjawiskach psychoakustycznych, które służą do korekcji wrażenia przestrzeni w nagraniach.
Wśród wykonawców, z którymi pracował Bob Katz są m.in.: Bill Bruford, Ron Carter, George Coleman, Larry Coryell, Ian Gillan, Dizzy Gillespie, Whoopi Goldberg, Arlo Guthrie, Steve Hackett, Lionel Hampton, Emmylou Harris, Antônio Carlos Jobim, Sara K., Taj Mahal, Wynton Marsalis, McCoy Tyner.

## Nagrody Grammy
Bob Katz trzykrotnie otrzymał Nagrody Grammy za mastering:
- 1985: Ben Kingsley The Words of Gandhi
- 1997: Paquito D’Rivera Portraits of Cuba
- 2001: Olga Tañón Olga Viva, Viva Olga